# ماریون (حوزه سرشماری)، نیویورک
ماریون (به انگلیسی: Marion) یک منطقهٔ مسکونی در ایالات متحده آمریکا است که در ایالت نیویورک واقع شده‌است. ماریون ۸٫۰ کیلومتر مربع مساحت و ۱٬۵۱۱ نفر جمعیت دارد و ۱۴۶ متر بالاتر از سطح دریا واقع شده‌است.